# كارل سبرينجيل
كارل سبرينجيل (بالألمانية: Carl Sprengel)‏ (و. 1787 – 1859 م) هو كيميائي، وعالم نبات، وأستاذ جامعي، وكاتب، وفلاح، وعالم زراعة ألماني، توفي عن عمر يناهز 72 عاماً.

## التعليم
تعلم في جامعة غوتينغن.